# Don't Matter
"Don't Matter" (em português:  Não Importa) é o terceiro single do rapper e cantor norte-americano de R&B Akon, em seu segundo álbum de estúdio, Konvicted (2006). Ele foi lançado em 18 de janeiro de 2007 nos EUA. A canção mistura as influências de Akon, R. Kelly e Bob Marley.

## Desempenho nas paradas
| Tabela (2007)               | Melhor posição |
| --------------------------- | -------------- |
| BDS Airplay                 | 11             |
| Croácia                     | 3              |
| Eslováquia - Parada Airplay | 32             |
| Billboard Hot 100           | 1              |
| Billboard Pop 100           | 2              |
| SNEP                        | 6              |
| Irish Singles Chart         | 1              |
| RIANZ                       | 1              |
| UK Singles Chart            | 3              |
| IFPI                        | 39             |
| Roménia - Top 100 Singles   | 7              |
| Sverigetopplistan           | 25             |